# Erftstadt
Erftstadt is een stad en gemeente in de Duitse deelstaat Noordrijn-Westfalen, gelegen aan de Erft in de Rhein-Erft-Kreis, 20 kilometer ten zuidwesten van Keulen. De gemeente telt 50.060 inwoners (31 december 2020) op een oppervlakte van 119,89 km².
Erftstadt bestaat pas sinds 1969: in dat jaar werden Lechenich, Liblar, Gymnich, Erp, Friesheim en andere dorpen samengevoegd en kreeg de aldus ontstane fusiestad haar huidige naam, naar de rivier de Erft. Lechenich en Liblar zijn de grootste van de huidige veertien stadsdelen met elk ruim 12.000 inwoners. Lechenich is een historisch stadje (stadsrechten in 1279), Liblar kwam later tot ontwikkeling dankzij de bruinkoolwinning. Het centrale stadsbestuur bevindt zich in Liblar. 
In 1977 hield de RAF hun gijzelaar, Hanns-Martin Schleyer, gedurende circa een maand gevangen in een flat in Liblar.   
Erftstadt-Blessem werd zwaar getroffen tijdens de overstromingen van juli 2021. Meerdere huizen stortten door de kracht van het hoge water in.

## Stadsdelen

Stadsdelen

1. Gymnich
2. Kierdorf
3. Köttingen
4. Mellerhöfe
5. Dirmerzheim
6. Herrig
7. Lechenich
8. Konradsheim
9. Blessem
10. Frauenthal
11. Liblar
12. Ahrem
13. Bliesheim
14. Erp
15. Friesheim
16. Borr en Scheuren
17. Niederberg

## Geboren in Erftstadt
- Carl Schurz (1829–1906), politicus
- Bernd Alois Zimmermann (1918-1970), componist en muziekpedagoog (Bliesheim)
- Hennes Weisweiler (1919–1983), voetbaltrainer
- Manfred Donike (1933-1995), chemicus en specialist in dopingonderzoek (Köttingen)

## Afbeeldingen

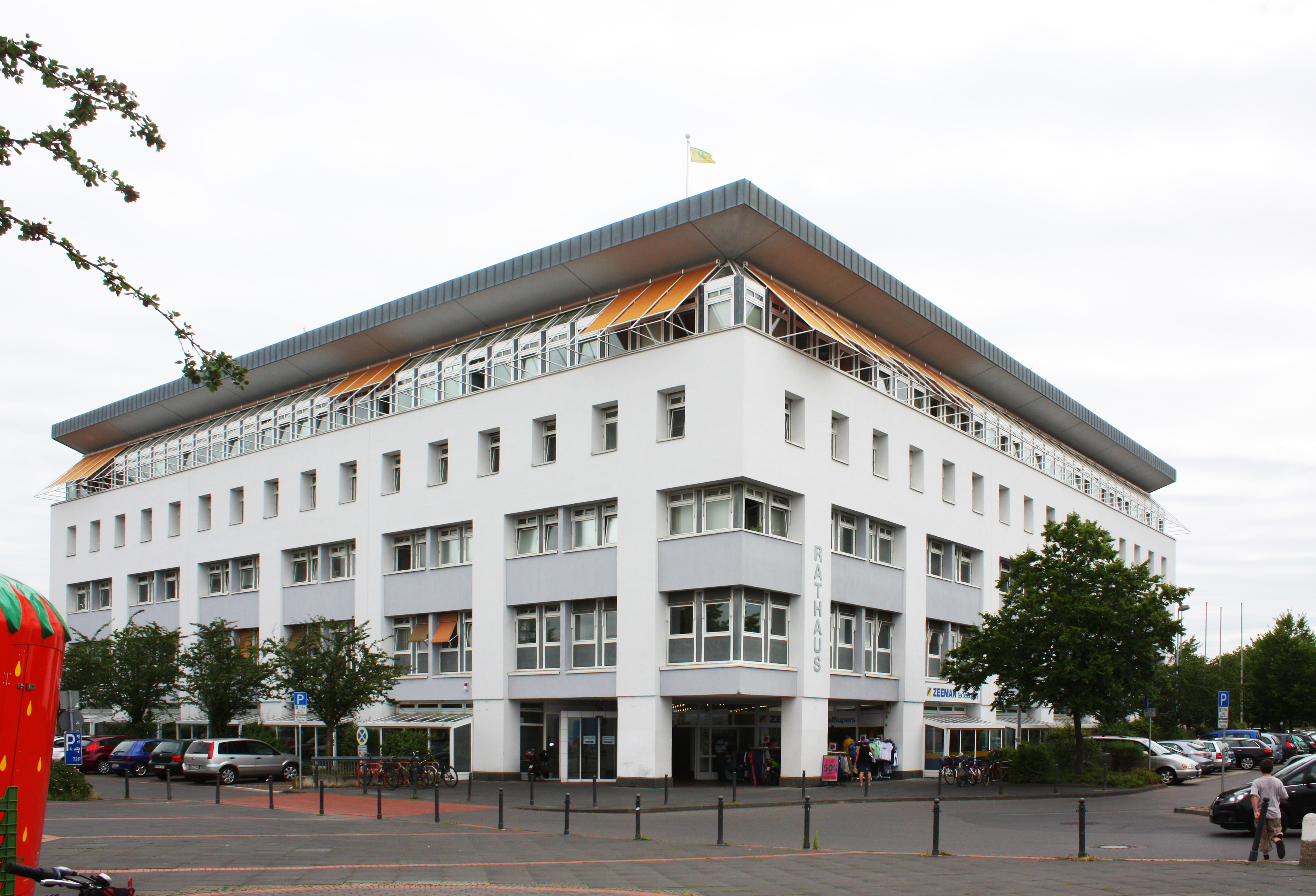
Gemeentehuis Erftstadt in Liblar
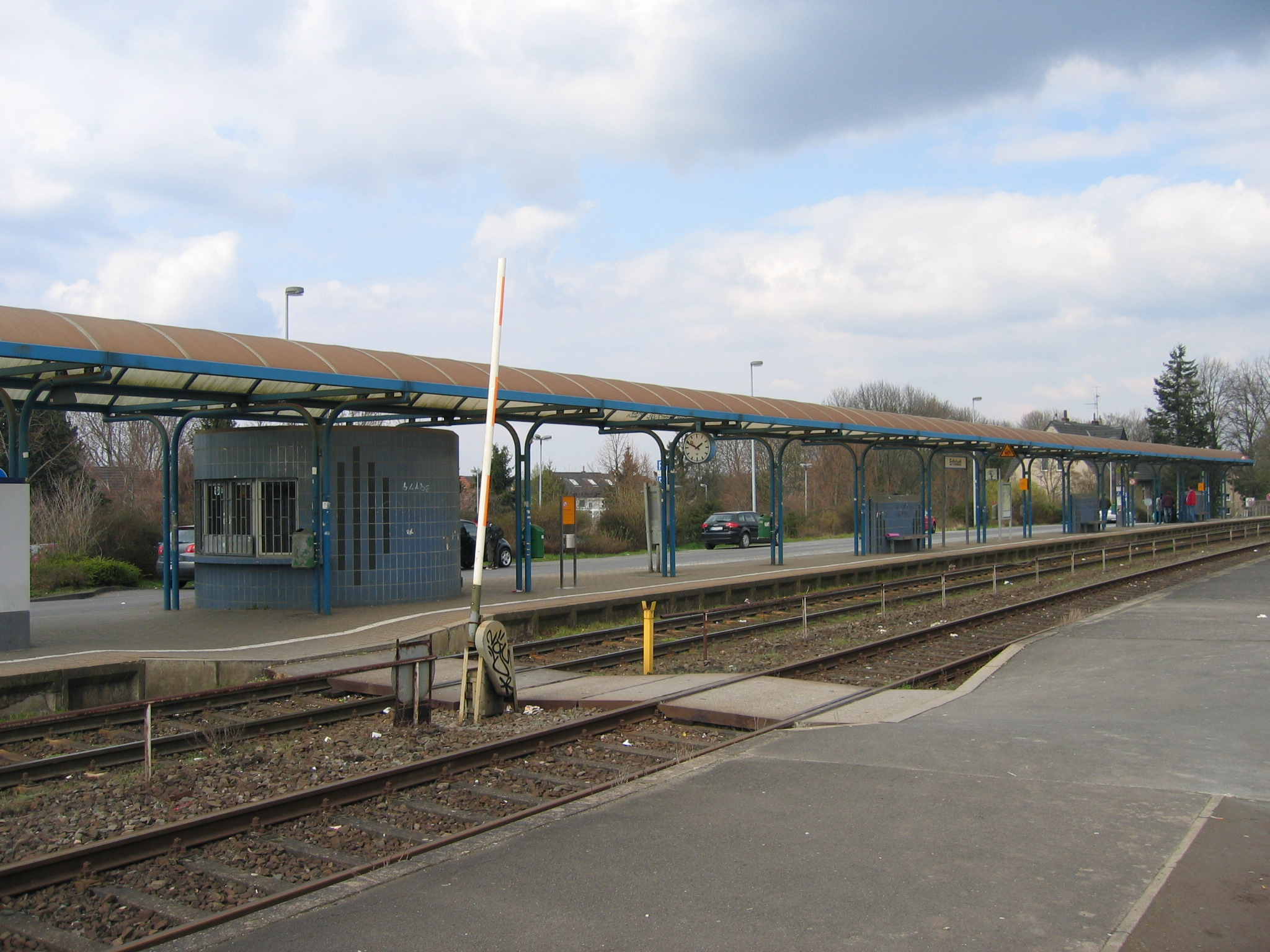
Station Erftstadt in Liblar
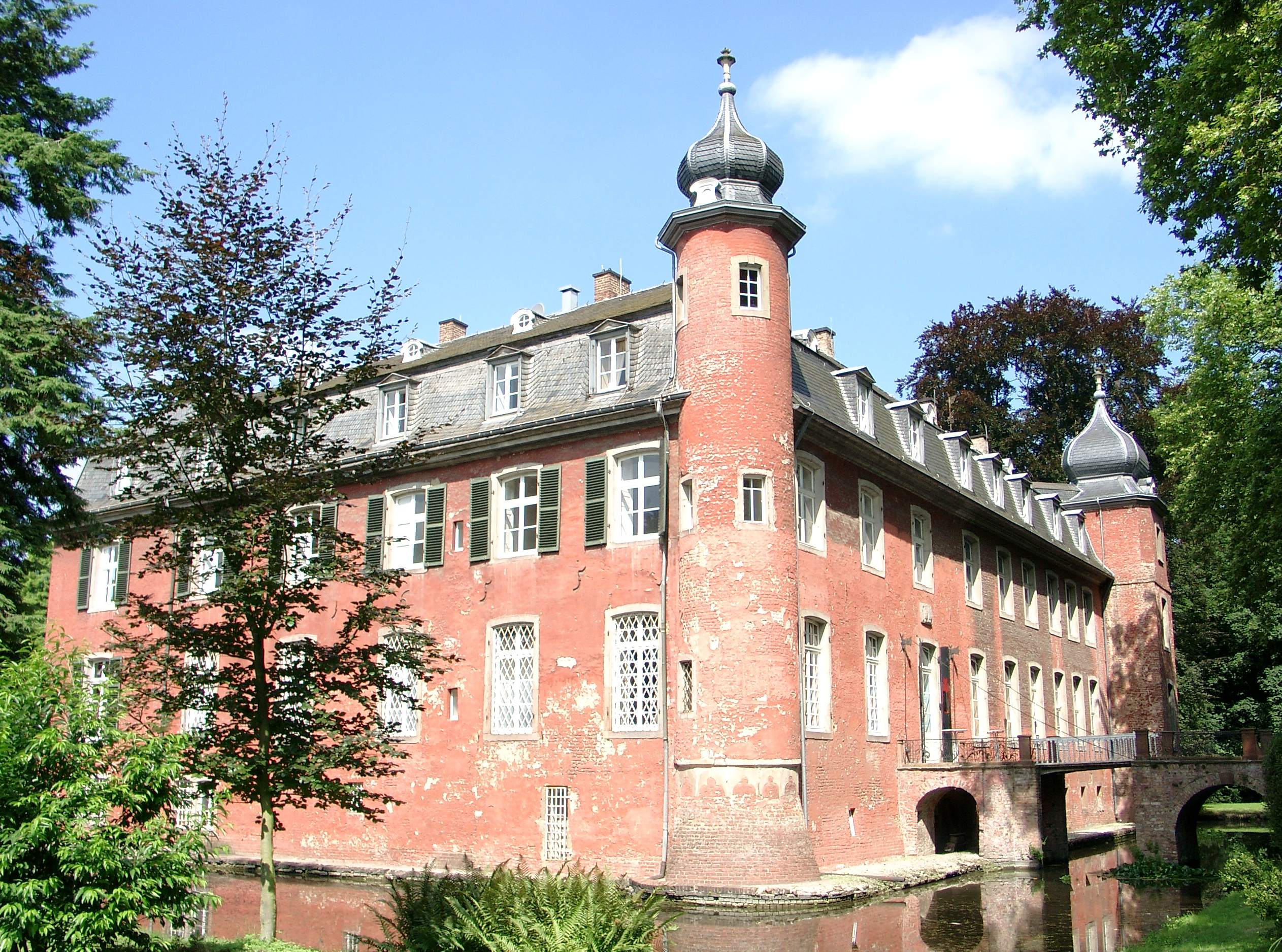
Schloss Gymnich
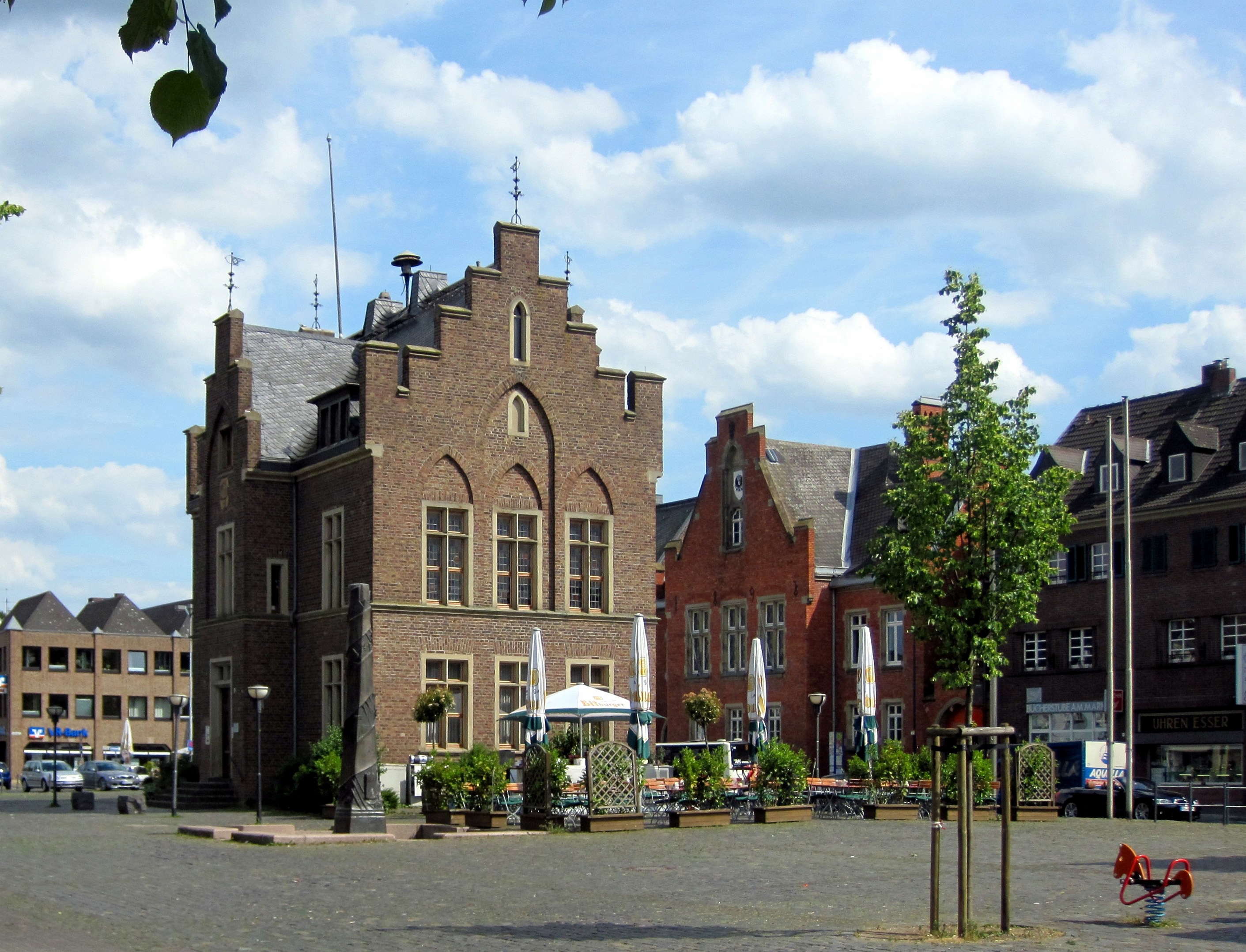
Lechenich, Markt

Bedburg · Bergheim · Brühl · Elsdorf · Erftstadt · Frechen · Hürth · Kerpen · Pulheim · Wesseling